# 滅びのモノクローム
『滅びのモノクローム』（ほろびのものくろーむ）は、三浦明博のミステリー小説である。第48回江戸川乱歩賞受賞作。受賞時のタイトルは「亡兆のモノクローム」だが、刊行時に改題した。2004年にテレビドラマ化された。

## あらすじ
広告代理店に勤める日下は、骨董市でフライフィッシング用のリールを手に入れる。売り主の月森花からおまけに貰ったのは、古い16ミリフィルム。その映像をCMに使おうと決めた日下だったが、それは戦時中に封印された過去を暴く結果になった。

## 小説
講談社から刊行。
- 単行本：2002年8月1日発売 （ISBN 4062114585）
- 文庫本：2005年8月12日発売 （ISBN 4062751682）

## テレビドラマ
2004年2月20日に、フジテレビの金曜エンタテイメント枠にて放送された。

### キャスト
- 月森花：国仲涼子
- 伊波謙吾：葛山信吾
- 辰巳つよし：畑山隆則
- 伊波謙一郎：平幹二朗（特別出演）
- 大西の父：奥村公延
- 大西社長：深浦加奈子
- 月森進之助：橋爪功
- 苫米地悟郎：千葉哲也
- 野村課長：俵木藤汰
- 久保晶、須永慶、山田百貴、石本沙織、大森貴人、松本圭未、清水希　ほか

### スタッフ
- 脚本：遠藤彩見
- 監督：福本義人
- 企画：荒井昭博、金井卓也、松崎容子
- プロデューサー：中山和記、梨本みゆき
- 制作：フジテレビ、共同テレビジョン